# 三菱プレシジョン
三菱プレシジョン株式会社（Mitsuibishi Precision Co.,Ltd.）は、東京都に本社を置く自動精算機、コンピュータシミュレーションの製品などを製造・販売する三菱グループ系列の製造会社。

## 概要
鉄道シミュレータ、航空用電波事業、パーキングシステム事業を行っている。三菱電機グループの企業で、三菱広報委員会の会員会社である。

## 沿革
- 1962年（昭和37年）- 三菱グループ4社（三菱電機株式会社、三菱重工業株式会社、三菱商事株式会社、株式会社三菱銀行（現・株式会社三菱UFJ銀行））と米国ゼネラル・プレシジョン（現・シンガー）の合弁により設立。
- 1966年（昭和41年）- 自動車運転技能・知識のチェック機能を持つ「ドライビング・チェッカDC‐ 1000」を開発。
- 1970年（昭和45年）- 日本初の人工衛星「おおすみ」の打上げロケット「L-4S-5」ロケットの姿勢制御に成功。
- 1981年（昭和56年）‐ CGI方式のビジュアルシステムを自社開発。
- 1986年（昭和61年）- H‐Iロケット試験機1号機の姿勢制御に成功。
- 1988年（昭和63年）- シンガー（旧・ゼネラル・プレシジョン）との合弁を解消。
- 1994年（平成6年）- H-IIロケット試作1号機の姿勢制御に成功。
- 1999年（平成11年）- ISO14001「環境マネジメントシステム」の認証を取得。
- 2000年（平成12年）- ISO9001「品質マネジメントシステム」の認証を取得。
- 2003年（平成15年）- 三菱電機の精密測位サービス「PAS」、「PASデータセンター」を開設。PAS サービスのデータ配信、サポートサービスを提供開始。
- 2005年（平成17年）- 鎌倉事業所湘南工場を新設（神奈川県鎌倉市）。
- 2006年（平成18年）- 本社を東京都江東区有明に移転。
- 2007年（平成19年）‐ 初の国産高速回転ホイールとしてGOSAT用リアクションホイールを納入。ISO27001「情報セキュリティマネジメントシステム」の認証を取得。
- 2023年（令和5年）- 本社を東京都港区港南に移転。

## 主な事業

### シミュレーション事業
日本で最初にシミュレータを手がけた会社で、航空機を始め、船舶、鉄道など操縦技術の訓練や、また交通系博物館などアミューズメント用のシミュレータ装置を製作している。
また、この技術を応用し実際では困難な実験や、バーチャル的に運用する事などのシミュレーションも行っている。

### 航空・宇宙・慣性事業
慣性機器として加速度計およびジャイロをセンサーとした慣性航法装置、電波機器としてドプラ効果を利用したドプラ航法装置の開発・設計・製造を行っている。これは、航空機などの搭載機器に使われており、宇宙分野でも、日本初の人工衛星「おおすみ」以来、この技術が使われている。

### パーキングシステム事業
独自の駐車場システムを開発。簡単に入庫・出庫ができるチケットレス化や、精算のキャッシュレス化、利用車両を特定管理できる高セキュリティシステムなどを製造している。

## 主な製品

### シミュレータ
- ドライビングシミュレータ
- 訓練用ヘリコプターシミュレータ
- 二輪車運転教育シミュレータ
- 訓練用電車シミュレータ
- 鉄道乗務員研修生用シミュレータ
- マイクロシミュレータ
- アミューズメント用電車シミュレータ
- 起震装置
- バーチャルモーション機械

### パーキングシステム
業種、規模、システムから様々な製品がある。
- 全自動精算システム
- 車番認識システム
- 割引・認証システム
- キャッシュレスシステム
- ロック板システム
- 車路管制システム
- 総合管理システム
- 入退場管理システム
- バイク駐車システム